# Zamętnica błotna
Zamętnica błotna (Zannichellia palustris L.) – gatunek roślin z rodziny rdestnicowatych (Potamogetonaceae Dumort.). Gatunek kosmopolityczny. W Polsce występuje w rozproszeniu na terenie całego kraju.

## Morfologia

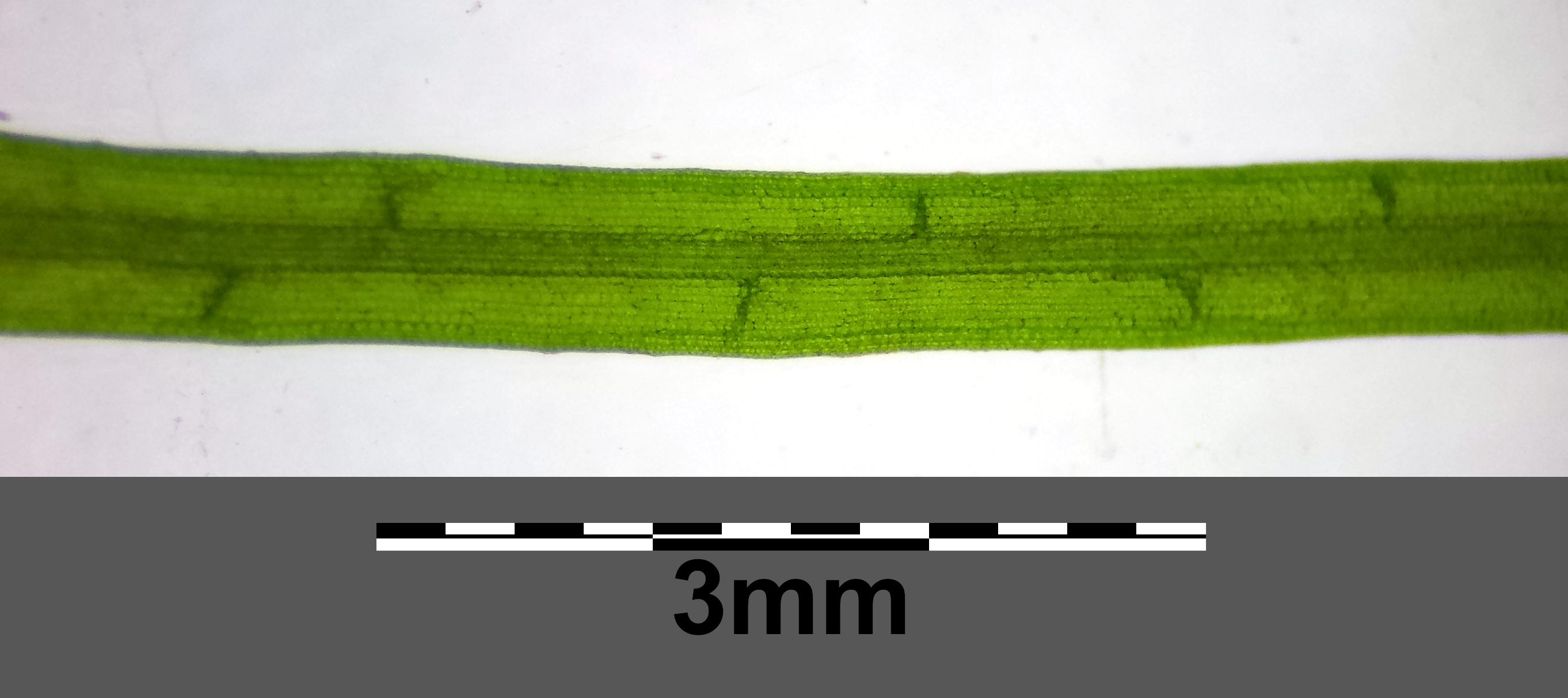
Fragment blaszki liścia

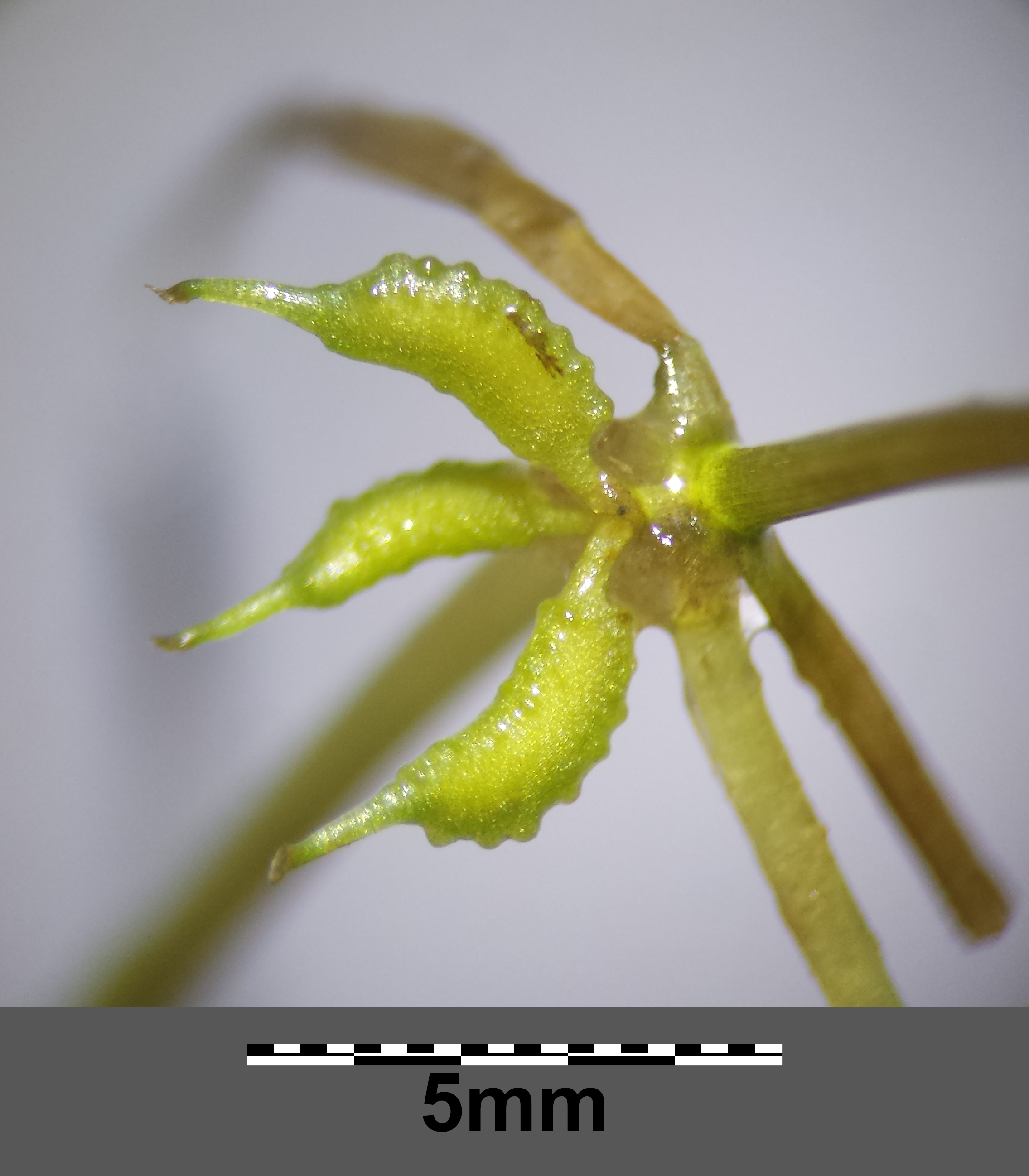
Owoce subsp. palustris

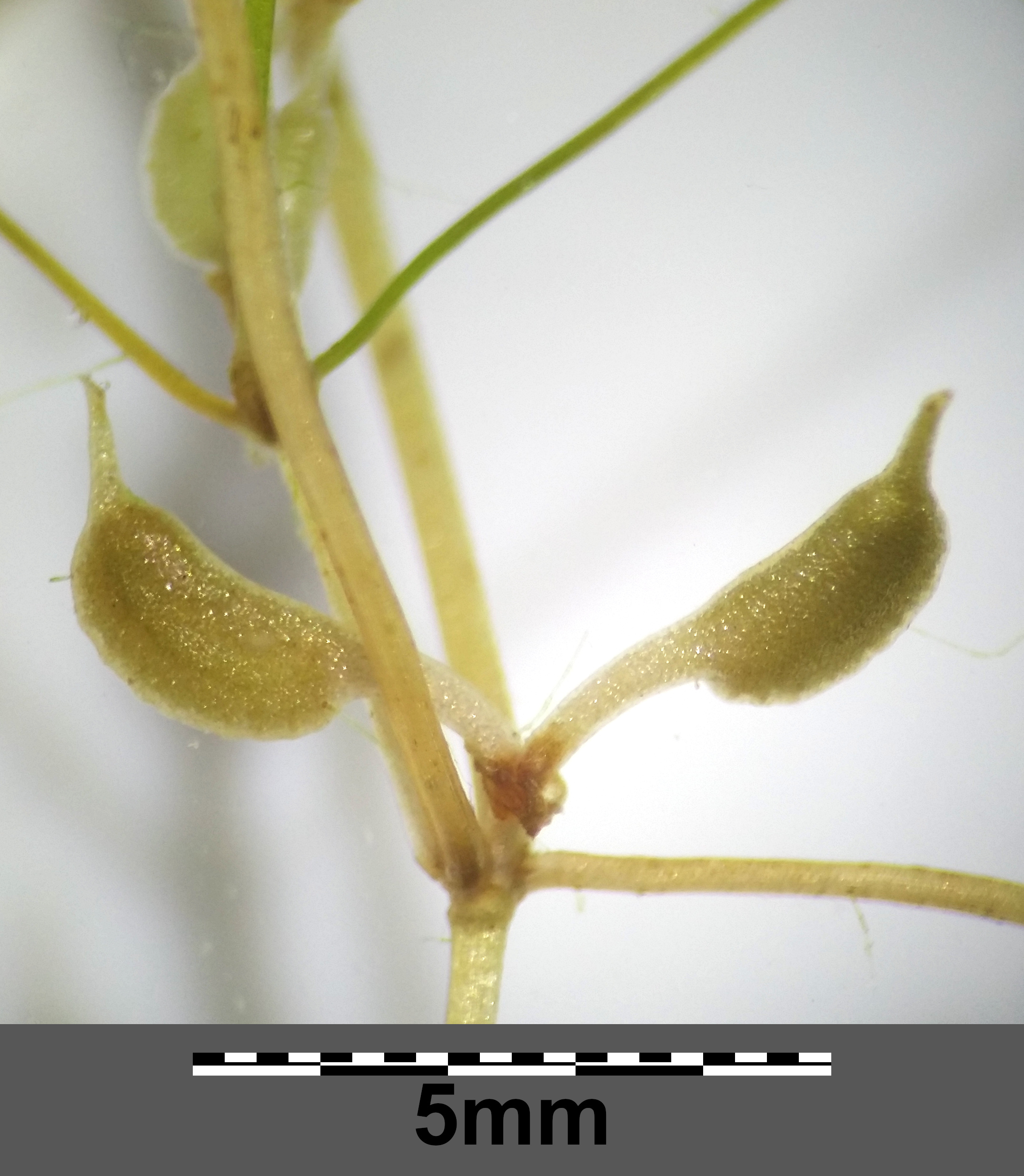
Owoce subsp. pedicellata

ŁodygaNitkowata, do 50 cm długości.
LiścieNitkowate, do 10 cm długości i 1 mm szerokości, zebrane po trzy w okółki oddalone od siebie o około 4 cm. Języczek liściowy duży, obejmujący łodygę.
KwiatyJednopłciowe, pojedyncze. Kwiat słupkowy z kubkowatym okwiatem. Słupków 4-5. Zalążnia dwa razy dłuższa od szyjki. Znamię tarczowate, wklęsłe.
OwoceDo 2,5 mm długości, skrzywiony, ze skrzydełkiem na grzbiecie.

## Biologia i ekologia
Bylina. Rośnie w słonych wodach. Kwitnie od wiosny do jesieni. Liczba chromosomów 2n = 12, 24, 28, 32, 36. W jeziorach środkowej i zachodniej Europy występuje w wodach o różnym stanie ekologicznym, ale jest jednym z gatunków najczęściej spotykanych w wodach o słabszym stanie.

## Zmienność
Gatunek zróżnicowany na trzy podgatunki:
- Zannichellia palustris subsp. major (Hartm.) Ooststr. & Reichg. - występuje w Europie i Kaukazie
- Zannichellia palustris subsp. palustris - rośnie w całym zasięgu gatunku; podgatunek charakterystyczny zespołu Parvopotamo-Zannichellietum
- Zannichellia palustris subsp. pedicellata (Rosén & Wahlenb.) Hook.f. - występuje w Eurazji i północnej Afryce; podgatunek charakterystyczny klasy Ruppietea maritimae[8].

## Zagrożenia
Kategorie zagrożenia gatunku:
- Kategoria zagrożenia w Polsce według Czerwonej listy roślin i grzybów Polski (2006)[9]: V (narażony); 2016: NT (bliski zagrożenia)[10].